# Пітер Джордж Норман
Пітер Джордж Норман (англ. Peter George Norman; 15 червня 1942, Мельбурн, Австралія — 3 жовтня 2006, Мельбурн, Австралія) — колишній австралійський легкоатлет. Срібний призер Олімпійських ігор в Мехіко (1968). Учасник однієї з найвідоміших акцій протесту в історії Олімпіад.

## Біографія
Виріс в родині, пов'язаній з протестантською організацією Армія порятунку.
На початку 1960-х почав активно займатися легкою атлетикою. У 1966 році в складі австралійської збірної 4х110 ярдів завоював бронзову медаль на Іграх Співдружності, які проходили на Ямайці.
На Олімпіаді в Мехіко 1968 року виступав у бігу на 200 метрів і виграв з олімпійським рекордом попередній забіг, також мав першість в чвертьфіналі. У півфінальному забігу став другим, програвши американському спринтерові Джону Карлосу, який встановив новий олімпійський рекорд. У фінальному забігу головними суперниками мав темношкірих американців Джона Карлоса і Томмі Сміта. Переміг Сміт, встановивши світовий рекорд, Карлос прийшов третім.
На церемонії нагородження Сміт і Карлос під час виконання американського гімну опустили голови і підняли стиснуті кулаки в чорних рукавичках. Також вони одягли на свою форму знак Олімпійського проекту за права людини. Норман підтримав своїх конкурентів і також одягнув на свою форму цей знак, а на прес-конференції після нагородження заявив про підтримку протесту Сміта і Карлоса проти расизму і нерівності.
Підтримка протесту була негативно сприйнята пресою і владою. Незважаючи на відповідність кваліфікаційним правилам, не був включений до складу збірної на Олімпіаду в Мюнхені. Після цього припинив заняття легкою атлетикою, грав в австралійський футбол.
У 1985 році в результаті розриву ахіллового сухожилля розвинулася гангрена, після чого почалася депресія та виникли проблеми з алкоголем.
У 2000 році не був запрошений на домашню Олімпіаду в якості почесного гостя.
Пітер Норман помер від серцевого нападу. День похорону був проголошений американською легкоатлетичною федерацією як «День Пітера Нормана». На похорон приїхали Джон Карлос і Томмі Сміт, які були в числі тих, хто ніс труну.
В серпні 2012 году Парламент Австралії прийняв спеціальну заяву, в якому приносив посмертні вибачення Пітеру Норману.